# وسام النجمة الفضية

تسليم النجم الفضي للجندي

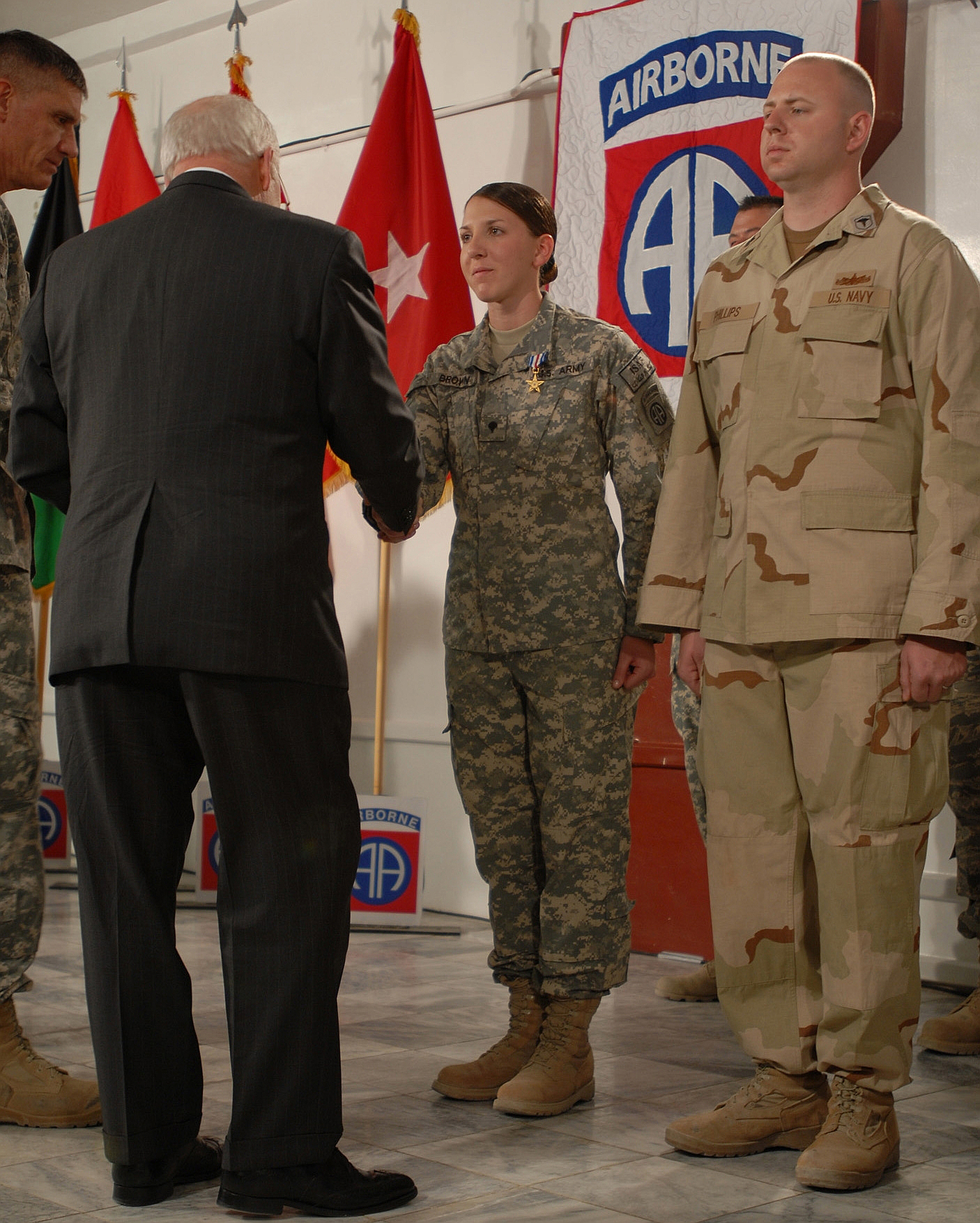
نائب الرئيس الأمريكي السابق ديك تشيني في مناسبة تكريم الجنود الأمريكيين بالنجم الفضي

النجم الفضي (بالإنجليزية:The Silver Star) وتنطق بسيلفر ستار، وهي ميدالية شرف يمنحها الجيش الأمريكي للمجندين في القوات البرية أوالبحرية أوالجوية، ويسلم للجندي الذي خدم بلده في أي أهداف أو مهمات عسكرية .

## قائمة الجنود والضباط العسكريين الذين حصلوا على النجم الفضي
- ألكسندر هيغ
- أودي مورفي
- أوليفر نورث
- الدوق الأكبر جان
- بات تيلمان
- بارني روس
- بيتن كونواي مارس
- تشارلز دورنينج
- تشاك يياغر
- جورج باتون
- جورج مارشال
- جون بيرشنغ
- جون كيري
- جون ماكين
- جون والتون
- جيم ويب
- جيمس دوليتل
- دوغلاس ماكارثر
- ديك روتان
- ريتشارد مارسينكو
- عمر برادلي
- ليندون جونسون
- ماثيو ريدجواي
- ماكس كليلاند
- مايك أوكالاهان
- نورمان شوارتسكوف

## وصلات خارجية
- Institute of Heraldry Silver Star Medal
- Awards and Decorations Air Force Personnel Center

‌